# Liste de renards de fiction
 (octobre 2024).
Motif : liste fourre-tout avec beaucoup de mentions ne possédant même pas un article de l'oeuvre concernée.

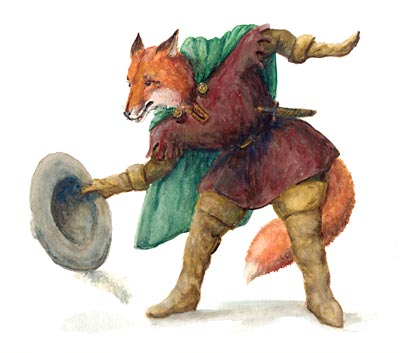
Maître Renart, du Roman de Renart.

Cette page de liste regroupe une liste non exhaustive de renards de fiction dans les arts.

## Dans la Mythologie, la littérature et le folklore
| Titre                                                                       | Nom                | Zone géographique et date                 | Description |
| --------------------------------------------------------------------------- | ------------------ | ----------------------------------------- | --- |
| Cycle Thébain                                                               | Renard de Teumesse | Mythologie grecque                        | Une créature destinée à ne jamais être attrapée. Échappant indéfiniment à Lélaps, le chien divin. Ils finissent tous les deux changés en pierre par Zeus. |
| Ashiya Dōman Ōuchi Kagami                                                   | Kuzunoha           | Japon ; Période Heian                     | Une bake-kitsune qui a épousé un humain, mère du célèbre onmyoji Abe no Seimei.                                                                           |
| Shnmeikagami                                                                | Tamamo-no-mae      | Japon ; Période Heian                     | Une renarde à neuf queues ayant pris forme humaine pour se dissimuler et maudire des membres de la famille impériale.                                     |
| Uncle Remus, His Songs and His Sayings: The Folk-Lore of the Old Plantation | Br’er fox          | États du sud des États-Unis ; XIXe siècle | Avec son complice, l’ours Br’er Bear, ils tentent de piéger le personnage principal dans les différentes histoires.                                       |

## Dans la culture populaire
| Titre                                                       | Médium d’origine         | Date d’apparition                    | Nom | Description |
| ----------------------------------------------------------- | ------------------------ | ------------------------------------ | --- | --- |
| Fables d'Ésope                                              |                          | Europe ; VIIe – VIe siècle av. J.-C. | Maître renard | Personnage récurrent des fables d’Ésope. A été adapté par Jean de La Fontaine. |
| Le roman de Renard                                          |                          | Europe ; XIIe – XIIIe siècle         | Maître Renart le goupil | Personnage principal du livre. Se joue de tous les autres animaux pour arriver à ses fins. |
| Les aventures de Pinocchio                                  |                          | Italie ; 1881                        | Grand coquin | Avec son compère le chat Gédéon, ils forment un duo de bandit qui attaquent Pinocchio pour lui voler son argent, finissant par le pendre. |
| Animal Crossing                                             | Jeu vidéo                | 2001                                 | Rounard | Un personnage venant parfois vendre des objets, parfois contrefait, au joueur. |
| Aura kingdom                                                | Jeu vidéo                |                                      | kitsune | Un Eidolon, familier qui aide le joueur, avec des pouvoirs de bake-kitsune. |
| Blue Exorcist                                               | Manga                    |                                      | Uke et Mike | Des byakko, renards d'Inari, invoqués par un personnage de soutien dans l’histoire en tant que familiers. |
| Commandant Clark                                            | Série d’animation        | 2010                                 | Lieutenant Fox | Meilleur ami du personnage principal, c’est un personnage rusé, mais un peu distrait et peureux. |
| Cygne noir                                                  | Roman                    |                                      | Kiyo | Un puissant yōko, ancien amant de l’héroïne. Tantôt son allié, comme son ennemi. |
| De cape et de crocs                                         | Bande dessinée           | 1995                                 | Armand Raynal de Maupertuis | Personnage principal de la bande dessinée, c’est un poète français, intelligent et habile au combat. |
| Divine Nanami                                               | Manga                    |                                      | Tomoe | Ancien yako, devenu un familier et disciple du personnage principal. |
| Dofus                                                       | Jeu vidéo                |                                      | Kitsoune | Créatures ennemis du joueur utilisant un pouvoir de multiplication et d’invisibilité. |
| Dora l'exploratrice                                         | Série d’animation        | 2000                                 | Chipeur | Antagoniste récurrent de la série. Il tente toujours de subtiliser les objets des protagonistes avant d’être réprimandé par ces derniers. |
| Elsword                                                     | Jeu vidéo                | 2007                                 | Eun | Un esprit-renard à neuf queues allié d’un des antagonistes du jeu. |
| Fantastique Maître renard (Fantastic Mr Fox)                | Roman jeunesse           | 1970                                 | Maître renard (Mr Fox) | Le personnage principal, rusé et déterminé, vole de la nourriture aux fermiers pour nourrir sa famille. Utilisant son intelligence pour échapper aux pièges tendus par ses ennemis. |
| Fire Emblem Fates                                           | Jeu vidéo                | 25 juin 2015                         | Kaeden et Selkie | Deux yōko père et fille, dotés du pouvoir de se changer en renard pour combattre pour le joueur. |
| Five Nights at Freddy's                                     | Jeu vidéo                | 2014                                 | Foxy | Antagoniste récurrent de la série. Un animatronique pirate qui attaque le joueur. |
| Flyff                                                       | Jeu vidéo                |                                      | Kitsune | Des familiers qui augmentent les statistiques de leur maître, pouvant changer de forme selon leurs classe. |
| Fortnite Battle royal                                       | Jeu vidéo                | 1er août 2019                        | Kitsune | Renard à deux queues, familier aidant le joueur. Existe en plusieurs couleurs. |
| Franklin                                                    | Album jeunesse           | 1986                                 | Raffin | Camarade et ami du héros, connu pour sa curiosité et son esprit vif, aidant le héros et ses amis à résoudre leurs problèmes. |
| Genshin impact                                              | Jeu vidéo                | 2021                                 | kitsune | Créature de la région d’Inazuma, réputés comme fières, intelligentes et nobles. |
| Genshin impact                                              | Jeu vidéo                | 2021                                 | Yae Miko | Personnage jouable. Renard à neuf queues, grande prêtresse du Sanctuaire de Narukami, connue pour son intelligence, sa ruse et son rôle de rédactrice en chef de la Chambre Yae. |
| Gisella et le pays d'avant                                  | Roman jeunesse           | 2006                                 | Flamme | Une renarde magique qui échange son corps avec le personnage principal. |
| Inari, Konkon, Koi Iroha                                    | Série d’animation        | 15 Janvier 2014                      | Kon | Un des familier de la déesse Uka-no-Mitama-no-Kami, un des personnages principaux de la série |
| Inu-Yasha                                                   | Manga                    | 1996                                 | Shippo | Un yōkai-renardeau orphelin cherchant à venger la mort de son père. Il rejoint les héros dans leurs aventures, apportant son courage, ses astuces et ses pouvoirs de métamorphose. |
| Kanokon                                                     | Jeu vidéo                |                                      | Chizuru Minamoto | Une yōko de 400 ans, belle et espiègle, qui tombe amoureuse du personnage principal. |
| Kanokon                                                     | Jeu vidéo                | Kōta Oyamada                         | Personnage principal du roman, c’est un lycéen timide qui se découvre des pouvoirs d’esprit-renard après être tombé amoureux d’une yōko. | |
| La petite renarde rusée                                     | Opéra                    | 2921                                 | Bystrouška | Héroïne de l’histoire. Une renarde capturée par un garde-chasse voulant en faire un animal domestique, jusqu’à ce qu’elle rencontre le renard. |
| La petite renarde rusée                                     | Opéra                    | 2921                                 | Le renard | Un renard mâle, rencontré dans la forêt, avec lequel l’héroïne fonde une famille. |
| Le Grand Méchant Renard                                     | Bande dessinée           | 2015                                 | le renard | Personnage principal. Prédateur maladroit et peureux, souvent ridiculisé par les poules qu’il tente de chasser. Mais finit par développer un instinct maternel après avoir volé des poussins. |
| Journal d'un vampire                                        | Roman                    |                                      | Shinichi et Misao | Des bake-kitsune jumeaux, les principaux antagonistes des tomes 3 à 5 de la série. Shinichi est manipulateur et sadique, tandis que Misao est arrogante et gâtée. |
| Le Merveilleux Voyage de Nils Holgersson à travers la Suède | Roman jeunesse           | 1906                                 | Smirre | Un renard rusé et tenace qui poursuit Nils et les oies sauvages tout au long de leur voyage à travers la Suède. Il représente une menace constante, cherchant à les dévorer. Finalement piégé par Nils aidé du chien d'un fermier qui veut protéger la volaille de son maître, il est exilé sur une île où il se rendra utile en luttant contre les rats. |
| Le Petit Prince                                             | Roman                    | 1943                                 | le renard | Un guide spirituel qui enseigne au personnage principal l'importance de l'amitié et de l'apprivoisement. Il lui révèle que "l'essentiel est invisible pour les yeux". |
| Le renard et le chien courent                               | Roman jeunesse           | 1967                                 | Tod | Tod est un renard rusé et déterminé qui lutte pour survivre face à Copper, le chien courant. Leur rivalité intense est au cœur de l'histoire, symbolisant la lutte entre la nature et la domestication. |
| Le Renard et l'Enfant                                       | Long métrage             | 2007                                 | Titou | Titou est un renard sauvage et curieux qui développe une amitié unique avec une petite fille. Leur relation révèle la beauté et la fragilité des liens entre l’homme et la nature. |
| Le renard et le petit tanuki                                | Manga                    |                                      | Senzo | Senzo est un renard noir puissant et redouté, condamné à élever un jeune tanuki pour expier ses fautes. Sa mission est de le guider tout en luttant contre ses propres instincts destructeurs. |
| Le roman de la renarde (O Romance da reposa)                | Roman jeunesse           | 1924                                 | Attrape-Minon | Personnage principal du livre. Une renarde maligne, enjôleuse et ripailleuse, qui use de ses ruses pour naviguer dans une société animalière pleine de défis. |
| League of legends                                           | Jeu vidéo                |                                      | Ahri | Personnage jouable. Une mystérieuse créature chimérique aux traits de renard, connectée à la magie du royaume spirituel. Elle manipule les émotions de sa proie et consume leur essence, recevant des fragments de mémoire en retour. |
| Les Animaux du bois de Quat’sous                            | Roman jeunesse           | 1979                                 | renard et renarde | Renard est un leader courageux et sage, guidant les animaux du bois de Quat’sous vers un refuge sûr. Renarde, sa compagne, est loyale et protectrice, soutenant Renard et les autres animaux dans leur périple. |
| Les monstres de Mayuko                                      | Bande dessinée           |                                      | Kuro | Un yōko qui dupe l’héroïne principale, l’entraînant dans un monde fantastique et onirique. |
| L’Ogre en Papier                                            | Comédie musicale         | spectacle                            | Goupil | |
| Lost Girl                                                   | Série télévisée          |                                      | Inari | Une « Kitsune Fae », un esprit-renard capable de se transformer en doppelgänger. Elle utilise ses pouvoirs pour usurper l’identité d’un des personnages principaux pour tenter de devenir leur ami. |
| Lovecraft country                                           | Série télévisée          | 20 septembre 2020                    | Ji-Ah | Personnage principal de la série Étudiante en soins infirmiers en Corée du Sud pendant la guerre, malgré sa naïveté apparente, elle est une kumiho. |
| Magic : L’Assemblée                                         | Jeu de cartes            |                                      | Kitsune | Un peuple de renards humanoïdes dotés de pouvoirs magiques. Ils sont souvent représentés comme des créatures sages et rusées, capables de manipuler la magie et de se transformer. |
| Max et Co                                                   | Film d’animation         | 2007                                 | Max | Le personnage principal du film. À la recherche de son père à Saint-Hilaire, il s’embarque alors dans une aventure pour sauver la ville et ses habitants des manipulations d’industriels. |
| Merries Melodies                                            | Série d’animation        | 2 août 1931                          | Foxy et Roxy | Un renard noir et sa petite amie, héros de courts métrages des studio Disney. |
| Mélodie du sud                                              | Long métrage d’animation | 1946                                 | Basile | Antagoniste du film. Avec son compère l'ours Boniface, il ne cesse de mettre des Bâtons dans les roues aux protagonistes. |
| Moi Renart                                                  | Série d’animation        | 20 septembre 1986                    | Renart | Jeune renard rusé et espiègle qui arrive à Paris avec son singe, enchaînant les escroqueries tout en prétendant gérer une entreprise multi-services. |
| Muramasa : The Demon Blade                                  | Jeu vidéo                | 2009                                 | Kongiku et Yuzuhura | Des bake-kitsune servantes d’Inari-daimyōjin, aidant les héros dans leurs quêtes. |
| Naruto                                                      | Manga                    | 21 septembre 1999                    | Kurama | Un démon-renard à neuf queues scellé dans le corps du héros. Connu pour sa puissance immense, il développe une relation complexe avec son porteur au fil de la série |
| Ōkami                                                       | Jeu vidéo                | 2006                                 | Kyuni | Un démon renard à neuf queues, maître de l’Île Oni. Il est un puissant yokaï qui utilise ses pouvoirs pour semer le chaos et affronter le joueur. |
| Overwatch 2                                                 | Jeu vidéo                |                                      | Esprit-kitsune | Un esprit-renard invoqué par Kiriko, un des personnages jouables. Il offre du soutien aux alliés durant les parties. |
| Pheonix Wright: Ace attorney - Dual destinies               | Jeu vidéo                | 2013                                 | Tenma Taro | Un renard à neuf queues, impliqué dans la seconde enquête du jeu, lui ajoutant une touche surnaturelle et mystérieuse. |
| Placid et Muzo                                              | Bande dessinée           | 1946                                 | Muzo | Un des personnages principaux de la bande dessinée. Il est espiègle et astucieux, mais surtout sérieux et ajoute une dimension comique au duo formé avec son copain Placid. |
| Pokémon                                                     | Franchise multimédia     | 1996 - 2016                          | Goupix et Feunard (Rokon to Kyūkon) | Des espèces de pokémon renard à plusieurs queues, maîtrisant l’élément du feu ou de la glace. |
| Pokémon                                                     | Franchise multimédia     | 2010                                 | Zorua et Zoroark | Des espèces de pokémon bake-kitsune, maîtrisant la métamorphose et la création d’illusions. |
| Pokémon                                                     | Franchise multimédia     | 2013                                 | Feunec, Roussil et Goupelin | Une famille de pokémon renard de feu, maîtrisant des pouvoirs psychiques, que le joueur peux obtenir en choisissant Feunnec comme pokémon de départ, sur pokémon X et Y. |
| Pokémon                                                     | Franchise multimédia     | 2019                                 | Goupilou et Roublenard | Des espèces de pokémon renards trouvable au début des jeux Pokémon Épée et Bouclier, caractérisés pour leurs talents de chapardeurs. |
| Pompoko                                                     | Film d’animation         | 1994                                 | Ryutaro | Un bake-kitsune utilisant ses pouvoirs pour se fondre dans la société humaine. Il dirige un bar à hôtesses, tente d’aider les protagonistes à accepter leur sort. |
| Renard                                                      | Opéra-ballet             | 1922                                 | Renard | Un personnage rusé et espiègle, incarnant la malice et la ruse dans ce ballet burlesque, jouant des tours aux autres animaux. |
| Robin des bois                                              | Film d’animation         | 1973                                 | Robin | Personnage principal du film. Renard anthropomorphe courageux et au grand cœur. Il vole aux riches pour donner aux pauvres, luttant contre l’injustice du Prince Jean et du Shérif de Nottingham. |
| Rox et Rouky                                                | Film d’animation         | 1981                                 | Rox | Un jeune renard orphelin recueilli par la veuve Tartine après la mort de sa mère. Il se lie d'amitié avec Rouky, un chiot destiné à devenir un chien de chasse. |
| Shadowrun                                                   | Jeu vidéo                | 1992                                 | Kitsune | Une métamorphe renarde de Neo-Tokyo, connue pour être la première musicienne de heavy metal astral. |
| Shaman King                                                 | Manga                    |                                      | Conchi | Un bake-kitsune de 400 ans, formant un duo d’esprits avec Ponchi, appartenant a la famille du héros. Il a un comportement vulgaire et grossier et s’amuse à uriner partout. |
| Shaman King                                                 | Manga                    | Imari                                | Un bake-kitsune des montagnes de plus de 1 000ans, formant un duo d’esprits avec Shigaraki, au service des la famille du héros.          | |
| Sonic the Hedgehog                                          | Jeu vidéo                | 1992                                 | Tails. Miles Prower | Un petit renard a deux queues lui permettant de voler, amateur de technologie, meilleur ami du héros. |
| Star Fox                                                    | Jeu vidéo                | 1993                                 | Fox McCloud | Renard anthropomorphique et protagoniste principal de la série. Leader de l'équipe Star Fox, il combat pour protéger le système Lylat contre diverses menaces. |
| Sylvain et Sylvette                                         | Bande dessinée           | 1941                                 | Compère renard | Un des principaux antagonistes formant le quatuor des compères. Rusé et malicieux, il complote constamment contre les deux héros et leurs amis animaux. |
| Super mario                                                 | Jeu vidéo                | 2011                                 | Luigi renard | Un costume de renard, obtenue grâce à une super feuille, permettant à Luigi d’attaquer ses ennemis avec sa queue ou encore de voler ou planer dans les aires. |
| Super mario                                                 | Jeu vidéo                | 2011                                 | Luigi kitsune | Un costume de renard permettant à Luigi non seulement de planer et attaquer avec sa queue, mais aussi de se changer en statue de pierre pour se protéger des ennemis. |
| Teen Wolf                                                   | Série télévisé           |                                      | Kira Yukimura | Un des personnages princioaux de la série. Une bake-kitsune maîtrisant le pouvoir de la foudre. |
| Touhou Project                                              | Jeu vidéo                |                                      | Ran Yakumo | une puissante renarde à neuf queues, invoqué en tant que familier (Shikigami) d’une des antagonistes du jeu. |
| Ultima Online : Samouraï Empire                             | Jeu vidéo                |                                      | bake-kitsune | De grands renards à trois queues dotés de pouvoirs magiques comme la métamorphose, que l'on trouve sur certaines îles du jeu. |
| Usagi Yojimbo                                               | Comics                   |                                      | Kitsune | Renarde anthropomorphe, artiste de rue, utilisant ses talents pour tromper et voler les riches. |
| What does the Fow say ?                                     | Clip musical             | 2013                                 | Foxes | Représentés par le chanteur, des danseurs en costumes de renard, ainsi qu’un renard en image de synthèse, exécutant des mouvements comiques et chantant des sons absurdes pour imiter ce que pourrait dire un renard. |
| Wrill                                                       | Bande dessinée           | 1942                                 | Wrill | Mascotte d’un magazine hebdomadaire de bande dessinée et personnage principal de sa propre série. |
| XxxHOLiC                                                    | Manga                    | 2011                                 | Mugetsu | Un kuda-kitsune, qui s’attache beaucoup au personnage principal. Il peut développer une grande taille et de puissants pouvoirs magiques. |
| XxxHOLiC                                                    | Manga                    | 2011                                 | Père et fils renards | Un père et son fils renards, marchand d’Oden, offrant des conseils et de la nourriture spirituelle. |
| Yo-kai Watch                                                | Franchise multimédia     | 2013                                 | Kyūbi | Un renard à neuf queues, yōkai d’élite maîtrisant le feu, pouvant prendre la forme d’un beau garçon pour tenter de séduire les camarades de classe du héros pour leur voler leur cœurs. Existe en plusieurs variétés. |
| Yo-kai Watch                                                | Franchise multimédia     | 2016                                 | Jeniflair | Un yōkai-renard aux allures de pop star originaire des États-Unis. Son envoûtement rend les gens célèbres, quelques soit leur actions. |
| Yū Yū Hakusho                                               | Manga                    |                                      | Kurama | Un yōko réincarné en humain sous le nom de Shuichi Minamino, utilisant son intelligence et ses pouvoirs pour aider ses amis dans leurs aventures surnaturelles. |
| Zip Zap                                                     | Série d’animation        | 2015                                 | Washington | Personnage principal de la bande dessinée. Un renard anthropomorphe, accompagné d’une famille de sangliers, tentant s’intégrer une famille humaine en se faisant passer pour des animaux de compagnie. |
| Zootopie                                                    | Film d’animation         | 2016                                 | Nick Wilde | Un renard anthropomorphe charismatique et rusé. D’abord un escroc, il devient le partenaire de l’héroïne du film, enquêtant sur le complot qui menace la ville de zootopie. |
| Zorori le magnifique(Kaiketsu Zorori)                       | Album jeunesse           | 1987                                 | Zorori | Le personnage principal. Un renard anthropomorphe qui parcours la terre avec ses deux amis jumeaux sangliers. Lâche et opportuniste, il a un grand cœur et il lui arrive de venir en aide aux autres lorsqu’ils ont des soucis. |

### Articles liés
- Renard
- Renard dans la culture
- Esprit-renard
- Renard dans la culture japonaise
- Renard à neuf queues
- Kumiho